# ثقافة المخدرات في المكسيك
ثقافة المخدرات في المكسيك ثقافة فرعية نمت نتيجة الوجود القوي لمختلف عصابات المخدرات في جميع أنحاء المكسيك، على غرار الثقافات الفرعية الأخرى في جميع أنحاء العالم التي لها علاقة بالجريمة وتعاطي المخدرات، على سبيل المثال نيدز الاسكتلندية والمهووسين الأوروبيين أو عصابات الدراجات في الشوارع الأمريكية، طورت ثقافة المخدرات المكسيكية شكلها الخاص من اللباس والموسيقى والأدب والأفلام والمعتقدات والممارسات الدينية واللغة -العامية- التي ساعدتها على أن تصبح جزءًا من الموضة السائدة في بعض مناطق البلد، لا سيما بين الشبان من الطبقة الدنيا ومن غير المتعلمين. ثقافة مكافحة المخدرات دينامية إذ توجد اختلافات إقليمية مختلفة داخل المكسيك واختلافات بين المشاركين فيها.

## المنشأ
كانت جذور ثقافة المخدرات، مثل الاتجار بالمخدرات، لها بدايات متواضعة في المكسيك. وثقافة المخدرات ناشئة عن ممارسة الاتجار بالمخدرات في مرتفعات باديراغواتو، سينالو. فهي تقع في جبال سييرا أو في المناطق الريفية، حيث نشأت هوية للاتجار بالمخدرات ثم توطدت عندما انتقلت إلى الحضر. عُرفت ثقافة المخدرات بأنها مدونة قواعد سلوك ونمط حياة لمن يشاركون في «عالم المخدرات».
يوضح علماء كثيرون، مثل لويس أستورغا وخورخي آلان سانشيس غودوي، إنه لا يوجد دليل يشير إلى أن القنب أو الأفيون استُهلكا في المكسيك قبل وصول الإسبان والصينيين. ومع أن مجتمعات الشعوب الأصلية في المكسيك كانت تستهلك الفطر المهلوس والبايوت في ممارساتها الدينية، لم يدخل القنب إلى المكسيك إلا بعد وصول الإسبان. يعد لويس أستورغا أن الاتجار بالمخدرات في المكسيك يعود إلى الهجرة الصينية إلى سينالو. ويُقال إن المهاجرين الصينيين جلبوا معهم بذور الخشخاش عندما جاؤوا للعمل في السكك الحديدية والمناجم. ويوضح سانشيس غودوي أنه بعد جلب القنب إلى المكسيك، استُخدم في أغراض طبية، واستُعملت نبتات الخشخاش في الزينة واستُخدم مصدرًا للإلهام لعدد من الكورّيدو المكسيكيين.

## إنتاج المخدرات في المكسيك
حظرت الولايات المتحدة فعليًا كل العقاقير ذات التأثير النفسي عندما أصدرت الحكومة الفيدرالية قانون هاريسون سنة 1914 الذي يحظر كل استخدام للأفيون والمورفين والكوكايين في غير الأغراض الطبية. سنة 1919، جعل قانون الحظر الوطني المشروبات الكحولية غير قانونية، وحظر قانون ضريبة الماريوانا عام 1937.
وقرب المكسيك من الولايات المتحدة جعلها مصدرًا سهلًا، وهرع مروجو الخمور والمتاجرون الأمريكيون للحصول على المخدرات والكحول غير المشروعة. ونتيجة للحظر، زادت باطراد صادرات الأفيون والهيروين والماريجوانا المكسيكية الموجهة إلى الولايات المتحدة.
نمت السوق السوداء بسرعة، إذ احتاج الملايين من الأمريكيين إلى كميات كبيرة من الكحول والهيروين والماريجوانا والكوكايين. فقد تسبب النقص الأولي في ارتفاع أسعار الأدوية، واجتذبت هذه الأرباح الطاغية موردين من السوق السوداء لملء الفراغ.

### طرد المنتجين الصينيين
في أوائل عشرينيات القرن العشرين، كان الصينيون في سينالو ضحايا للفصل العنصري، وجرائم الكراهية، والترحيل القسري. سنة 1927، أمر الرئيس المكسيكي بلوتاركو إلياس كاليس، بموجب تفويض اتحادي، بالتعاون مع جاره الشمالي، لطرد منتجي الخشخاش الصينيين.

### الطلب على المورفين الأمريكي
وما أن طُرِد الصينيون من سينالو حتى أصبح إنتاج المخدرات تحت سيطرة المزارعين المكسيكيين. وكان إنتاج المخدرات في المكسيك لا يزال ضئيلًا، لكن الطلب على المورفين في الولايات المتحدة بسبب انقطاع إمدادات المورفين من أوروبا خلال الحروب العالمية أدى إلى إضفاء الشرعية مؤقتًا على المخدرات في المكسيك.

### الإنتاج المكسيكي ونشأة ثقافة المخدرات
يذكر علماء مثل سانشيز غودوي ولويس أستورغا أنه قد أبيحت المخدرات مؤقتًا في سينالو لتلبية طلب الولايات المتحدة خلال الحرب العالمية. وقد أدت الفترة التي أصبح فيها إنتاج المخدرات قانونيًا مؤقتًا إلى تشكيل هوية الاتجار بالمخدرات في المنطقة. وفي الوقت ذاته بدأت زراعة المخدرات بالظهور، وبدأت المكسيك بإنتاج المخدرات على نطاق واسع. 

## نمو عصابات المخدرات المكسيكية وترسيخ ثقافة المخدرات
تميزت خمسينيات القرن العشرين في المكسيك بمصطلح «الاتجار بالمخدرات» الذي بدأ يظهر في وسائل الإعلام. خلال الأربعينيات إلى السبعينيات، كان الاتجار بالمخدرات في المكسيك يعد «عملًا عائليًا صغيرًا» مع تنظيم بسيط وتقسيم للعمل نسبيًا. ولم تنشأ تكتلات احتكارية في المكسيك لمراقبة إنتاج المخدرات وتوزيعها إلا بعد السبعينيات مع نمو الطلب من الولايات المتحدة والتحالفات مع تجار المخدرات الكولومبيين. ثم أصبحت المكسيك منتجة وموزعة.
في العقود السابقة، كانت المكسيك هي طريق دخول الكوكايين الذي يصل من كولومبيا إلى الولايات المتحدة. ومع تزويد المكسيك الولايات المتحدة بالهيروين والمورفين خلال الحرب العالمية الثانية، أصبحت منتجًا. ويعني التحالف بين التكتلات الاحتكارية المكسيكية والتكتلات الاحتكارية الكولومبية أن المكسيك أصبحت الآن موزعًا ومنتجًا. ومع توسع تجارة المخدرات في المكسيك، اتسعت أيضًا ثقافة المخدرات. وتوسعت ثقافة المخدرات في القطاع الحضري للمجتمع وبدأت عملية إضفاء الشرعية عليها، وانتقلت من ثقافة فرعية إلى جزء من الثقافة السائدة.

### مصطلح ثقافة المخدرات
صيغ مصطلح «ثقافة المخدرات» للمرة الأولى في السبعينات. وتحدد ثقافة المخدرات أسلوب حياة تجار المخدرات وأفكارهم. ويتوقف وجودها على قبول المتاجرين بالمخدرات والاتجار بها، وتحولها إلى شبكة عبر البلاد لإنتاج المخدرات غير المشروعة ونقلها وتسويقها.
ينطوي الاتجار بالمخدرات على آثار سياسية واقتصادية وإيديولوجية وثقافية. ويتفاعل المتاجرون بالمخدرات مع بقية المجتمع، ومع تقدم هذا التفاعل اليومي، يتبنى المجتمع بعض أنساق المتاجرين بالمخدرات ما يؤدي إلى تغيير ثقافي وإضفاء الشرعية. ويصبح أسلوب حياة تجار المخدرات أو ثقافة المخدرات أمرًا مشروعًا في المجتمع. فبعض الجوانب يتبناها من هم خارج نطاق الاتجار بالمخدرات، ومع مرور الوقت ينسى الناس أن ما اعتمدوه هو ثقافة المخدرات. وتبدأ ثقافة المخدرات عملية إضفاء الشرعية عندما تشمل الجموع الشعبية في المدن.

### صعود المافيا المكسيكية
وتتميز ثقافة المخدّر في سينالو بالعديد من الخصائص التي تتميز بها ثقافة المخدّر في منطقة البحر المتوسط، إذ يقال إن ثقافة المخدر في سينالو تقوم على الشرف والشجاعة والوفاء العائلي والحماية والانتقام والكرم والضيافة والنبل والمهابة، على غرار مافيا البحر الأبيض المتوسط. ويستخدم المتاجرون بالمخدرات الشفرات للمحافظة على مستوى من السرية. لكن بعض هذه القوانين كُشِف عنها في الاعلانات المكسيكية التي تتناول الاتجار بالمخدرات، ويستعملها أشخاص يستمعون إلى هذه الموسيقى، وإن لم يكونوا من تجار المخدرات. هذا هو الوقت حين تصبح ثقافة المخدرات جزءًا من الخطاب السائد.
قبل سبعينيات القرن الماضي، كانت ثقافة المخدرات والاتجار بالمخدرات في سينالو ينحصران تقريبًا في المناطق الريفية. والوصمة التي تلصق بالمخدرات في وقت مبكر تعني أن الناس في المدن يترددون في قبولها بوصفها نشاطًا مشروعًا. وفي ريف سينالو، كان الناس يتضورون جوعًا ويبدو الاتجار بالمخدرات الحل الوحيد القابل للتطبيق. وينظر السكان الريفيون إلى أنفسهم جزءًا من المجتمع المهمش الذي يفتقر إلى فرص حقيقية للحصول على التعليم أو غيره من وسائل الترقي الاجتماعي. فشعروا أن الحكومة والمجتمع يتجاهلونهم. فأصبح الاتجار بالمخدرات مصدرًا للدخل ومنفذًا للتمرد على الحكومة التي نسيتهم في الريف.

### رجال المافيا وثقافة المخدرات العصرية
إن ثقافة المخدرات هي نوع من الثقافة الفرعية المتصلة بالجريمة التي تنشأ في الأماكن التي يتمتع فيها المتاجرون بالأشخاص أو المافيا الأخرى بقوة عظمى، ومن ثم ينشأ تأثير ثقافي كبير. وبسبب ذلك التأثير في حياتهم ومآثرهم كثيرًا ما تبهرهم وسائط الإعلام الجماهيرية، وينظر إليهم بعض الشباب بوصفهم قدوة يحتذى بها.
ثقافات فرعية مماثلة لثقافة المخدرات المكسيكية نشأت في الولايات المتحدة خلال الحظر وفي كولومبيا وإيطاليا في مطلع القرن العشرين. تميزت هذه الثقافات الفرعية بالإسراف، والتباهي، والمتعة، والجذور الريفية، والشرف، والهيبة، والنزعة الاستهلاكية، والقوة، والنفعية، والتدين، والعنف.
فالذين يتعاطون المخدرات ليسوا بالضرورة متاجرين بالمخدرات أو جزء من منظمة إجرامية. الواقع أن العديد من المشاركين في ثقافة المخدرات هم من الشبان الذين ينتمون إلى قطاعات المجتمع المهمشة. إن إعجاب الأحداث بتجار المخدرات يشبه إعجاب الأولاد بنجوم الروك أو أساطير الرياضة. وفي بعض الحالات، يدفعهم إعجابهم بتجار المخدِّرات، الذين يعدونهم أبطالًا، إلى التورط في الاتجار بالمخدرات. لكن غالبًا، لا يستهلكون سوى ثقافة المخدرات ويتصورون أنهم جزء من عالم المخدرات، أو يصبحون «زعماء للمخدرات».
لقد خلقت ثقافة المخدرات خيالًا يعتقد فيه بعض الناس أن الاتجار بالمخدرات هو السبيل الوحيد للهروب من الفقر. ويحظى هذا الخيال في المقام الأول بالدعم من خلال الموسيقى ووسائل الإعلام المرئية، متضمنةً التلفزيون والأفلام السينمائية. ويعتقد البعض أن ثقافة المخدرات نشأت في مرتفعات سينالو، إذ وُلد العديد من سادة المخدرات المشهورين، مثل ميغيل أنخيل فيليكس غالاردو «إل بادرينو»، والإخوة بلتران ليفا، وإرنستو فونسيكا كارييو «دون نيتو»، ورافائيل كارو كينتيرو، وخوان خوسيه إسباراغوزا مورينو «إل آزول». وتضرب ثقافة المخدر جذورها في المناطق الريفية الشمالية من المكسيك، ومع أنها تتغير باستمرار، فإنها تواصل تعزيز جذورها الريفية بمرور الوقت.